# Α-吡咯烷基苯戊酮
α-吡咯烷基苯戊酮（alpha-pyrrolidinovalerophenone, α-PVP, alpha-PVP, O-2387, β-ketone-prolintane, Prolintanone, desmethyl pyrrolidinovalerophenone，俗稱：夫拉卡、礫石），是一種合成的仿興奮劑卡西酮（cathinones）的化學物質，發展於1960年代。在化學上，夫拉卡與精神中枢兴奋剂吡咯戊酮（Pyrovalerone）相關，在化學結構上是prolintane的酮類類似物。被用作娛樂性藥物。
2014年，美國據《藥物食品和藥物管理局的安全和創新法 》禁止所有透過人工設計而具有與受禁藥物相同功效的化合物，把夫拉卡列入為表一的非法管制物質名單。

## 副作用
α-PVP已經有報導指為多起濫藥致死或混合多種藥物濫用致死的元兇
此外，α-PVP可能會導致所謂的「興奮譫語」的狀態，其病徵包括有過度刺激及妄想幻覺。α-PVP也被發現在於浴鹽毒品混合使用而導致少一人死亡。